# Shen Yuan

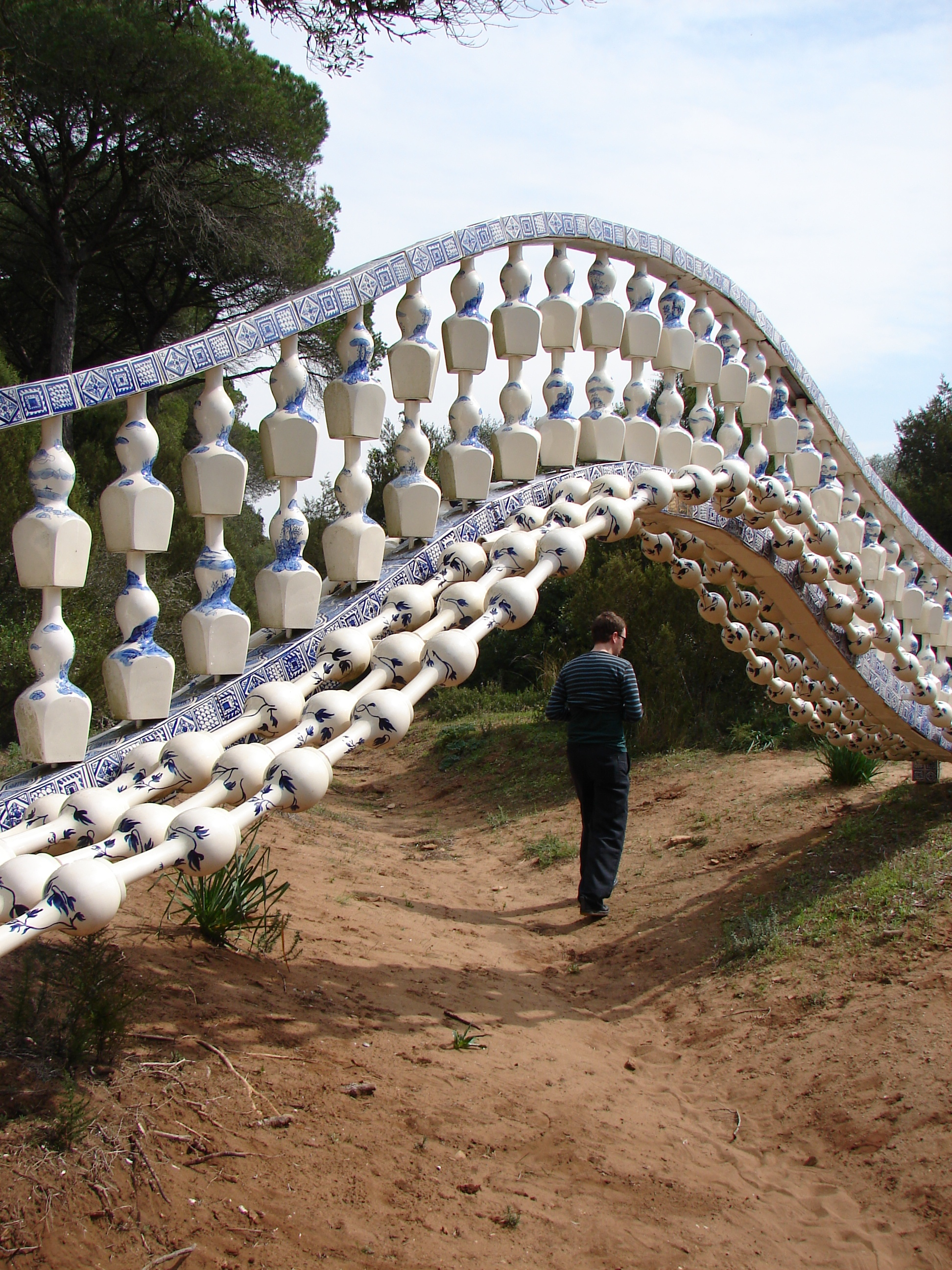
Puente (2004)

Shen Yuan (Fuzhou, 1959) is een Franse, uit China afkomstige, beeldhouwster en installatiekunstenares.

## Leven en werk
Shen leefde tot 1989 in China en ging, met Huang Yong Ping en andere jonge, avant-gardistische kunstenaars naar Frankrijk. Zij vestigden zich in 1990 in Parijs. De kunstenaars beschouwden zichzelf niet als Chinese, maar als  hedendaagse kunstenaars. Shen nam deel aan de expositie Cities on the move in 1997, die onder andere de steden Wenen, Bordeaux, New York, Kopenhagen, Bangkok, Londen en Helsinki aandeed.
De kunstenares leeft en werkt in Parijs en is gehuwd met, de eveneens uit China afkomstige, kunstenaar Huang Yong Ping. Haar werk is onder andere te zien in het Ullens Center for Contemporary Arts in Peking. In 2005 nam zij deel aan de Guangzhou Art Triennal in Kanton. Het Centre A (centrum voor hedendaagse Aziatische kunst) in Vancouver exposeerde haar werk in 2007 met onder andere de sculpturen/installaties: Perdre sa salive (1994), Tool Box (2001/07), Blue Freeway (2003) en La route Paris - Luxembourg (2005).
In 2018 maakte zij in het kader van het project 11Fountains ter gelegenheid van Leeuwarden-Fryslân 2018 een fontein "Flora en Fauna" voor de Friese plaats Hindeloopen.

## Enkele werken
- Tête d'or (2004)[3], Musée d'art contemporain de Lyon in Lyon
- Puente (2004), Fundación NMAC in Vejer de la Frontera
- O (2010)[4], Expo Boulevard, Art for the World Expo Shanghai 2010 in Shanghai
- Stony stomach (2010), tuin van het Palais Royal in Parijs
- Flora en Fauna (2018), Hindeloopen (11Fountains)